# Bertha Lamme Feicht
Bertha Lamme Feicht (Bethel Township, Condado de Clark, Ohio, 16 de dezembro de 1869 – Pittsburgh, 20 de novembro de 1943) foi uma engenheira mecânica estadunidense. Em 1893 foi a primeira mulher a obter um diploma de graduação em engenharia na Universidade Estadual de Ohio. É considerada a primeira mulher dos Estados Unidos a graduar-se em um curso de engenharia que não engenharia civil.
Nascida Bertha Lamme na fazenda de sua família em Bethel Township, Condado de Clark, próximo a Springfield, Ohio. Após graduar-se na Olive Branch High School em 1889, seguiu os passos de seu irmão Benjamin Garver Lamme e foi estudar na Universidade Estadual de Ohio naquele outono.

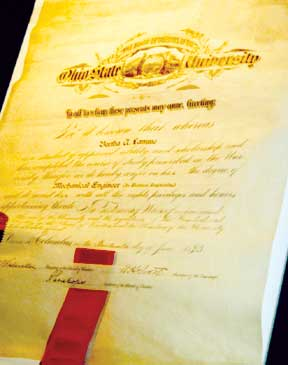
Diploma de Bertha Lamme Feicht pela Universidade Estadual de Ohio

Graduou-se em 1893 com um diploma em engenharia mecânica com uma especialidade em eletricidade. Seu trabalho de conclusão foi intitulado "Uma análise de testes de um gerador ferroviário Westinghouse". O jornal estudantil informou que houve um surto de aplausos espontâneos quando ela se formou. Foi então contratada pela Westinghouse como sua primeira engenheira. Trabalhou lá até se casar com Russell S. Feicht, seu supervisor e ex-aluno da Universidade Estadual de Ohio, em 14 de dezembro de 1905.
Teve uma filha, Florence, born in 1910, que foi uma física do United States Bureau of Mines.
Bertha Lamme Feicht morreu em Pittsburgh em 20 de novembro de 1943 e foi sepultada no Cemitério de Homewood.
Seu marido Russell morreu em abril de 1949.

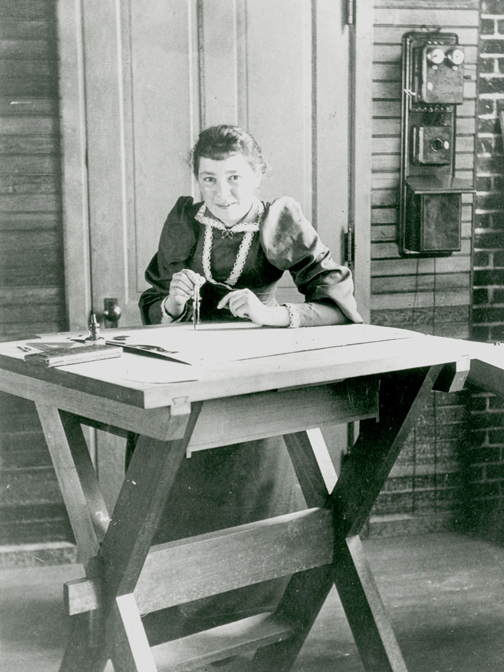
Bertha Lamme na mesa de desenho com bússola, 1892

Alguns de seus objetos pessoais, incluindo sua régua de cálculo, sua régua T e o diploma, estão alojados nas coleções do Heinz History Center em Pittsburgh.  A Westinghouse Educational Foundation, em conjunto com a Society of Women Engineers, criou uma bolsa de estudos com seu nome em 1973.